# Dark Medieval Times
Dark Medieval Times er debutalbummet fra det norske black metal-band Satyricon.

## Spor
1. "Walk the Path of Sorrow" – 8:18
2. "Dark Medieval Times" – 8:11
3. "Skyggedans" – 3:55
4. "Min Hyllest Til Vinterland" – 4:29
5. "Into the Mighty Forest" – 6:18
6. "The Dark Castle in the Deep Forest" – 6:22
7. "Taakeslottet" – 5:54